# Yotsakon Burapha
Yotsakon Burapha (thailändisch ยศกร บูรพา, * 8. Juni 2005 in Chanthaburi) ist ein thailändischer Fußballspieler.

## Karriere

### Verein
Yotsakon Burapha erlernte das Fußballspielen in der Jugendmannschaft des Chonburi FC. Die Saison 2022/23 wechselte der Jugendspieler auf Leihbasis nach Samut Prakan zum Zweitligisten Samut Prakan City FC. Sein Zweitligadebüt gab Yotsakon Burapha am 14. August 2022 (1. Spieltag) im Heimspiel gegen den Nakhon Pathom United FC. Hier wurde er in der 76. Minute für Phanthamit Praphanth eingewechselt. Nakhon Pathom gewann das Spiel 1:0. Für Samut Prakan bestritt er 31 Ligaspiele und schoss dabei sieben Tore. Nach der Ausleihe kehrte er im Sommer 2023 nach Chonburi zurück. Hier unterschrieb er auch seinen ersten Profivertrag. Am Ende der Saison 2023/24 belegte er mit Chonburi den 14. Tabellenplatz und musste somit in die zweite Liga absteigen. Nach insgesamt 38 Ligaspielen für die Sharks wechselte er Ende Dezember 2024 auf Leihbasis zum Erstligisten PT Prachuap FC. Hier bestritt er fünf Erstligaspiele, woebei er einen Treffer erzielte. Nach der Saison kehrte er im Sommer 2025 nach Chonburi zurück. Ende Juli 2025 wechselte er auf Leihbasis zum singapurischen Erstligisten Hougang United.

### Nationalmannschaft
Yotsakon Burapha gab sein Debüt in der thailändischen Nationalmannschaft am 12. Oktober 2023 in einem Freundschaftsspiel gegen Georgien. Bei der 8:0-Niederlage wurde er nach der Halbzeit für Purachet Thodsanit ausgewechselt.